# Базарна площа (Баку)
Базарна площа (азерб. Xanəgah kompleksi) — історико-архітектурний комплекс XII—XIII століть в Баку, в історичному районі Ічері-шехер.
Базарна площа була зареєстрована національною архітектурною пам'яткою за рішенням Кабінету Міністрів Азербайджанської Республіки від 2 серпня 2001 року № 132.

## Історія
Площа вказувалась на старих планах Баку і виявлена в ході розкопок у 1964 році.
В результаті археологічних розкопок були майже повністю розкриті загальний контур площі і частково аркада. За проектом реставрації 1964 року під керівництвом Шаміля Фатуллаєва аркада була відновлена, а площа упорядкована. Аркада будівлі — одна з небагатьох, яка спирається на кам'яні колони з єдиного вертикального блоку з базою і капітеллю .
З південного боку площа замикала мечеть асиметричної композиції. Після взяття Баку в 1806 році російськими військами мечеть була перетворена на церкву. У радянський період мечеть і церква були знесені.
В результаті археологічних досліджень були також виявлені 52 могили, у деякі з яких поховання проводилося двічі. Виявлені надгробки мають вигляд кам'яних статуй барана, стели, а також різьблені прикраси.

## Галерея

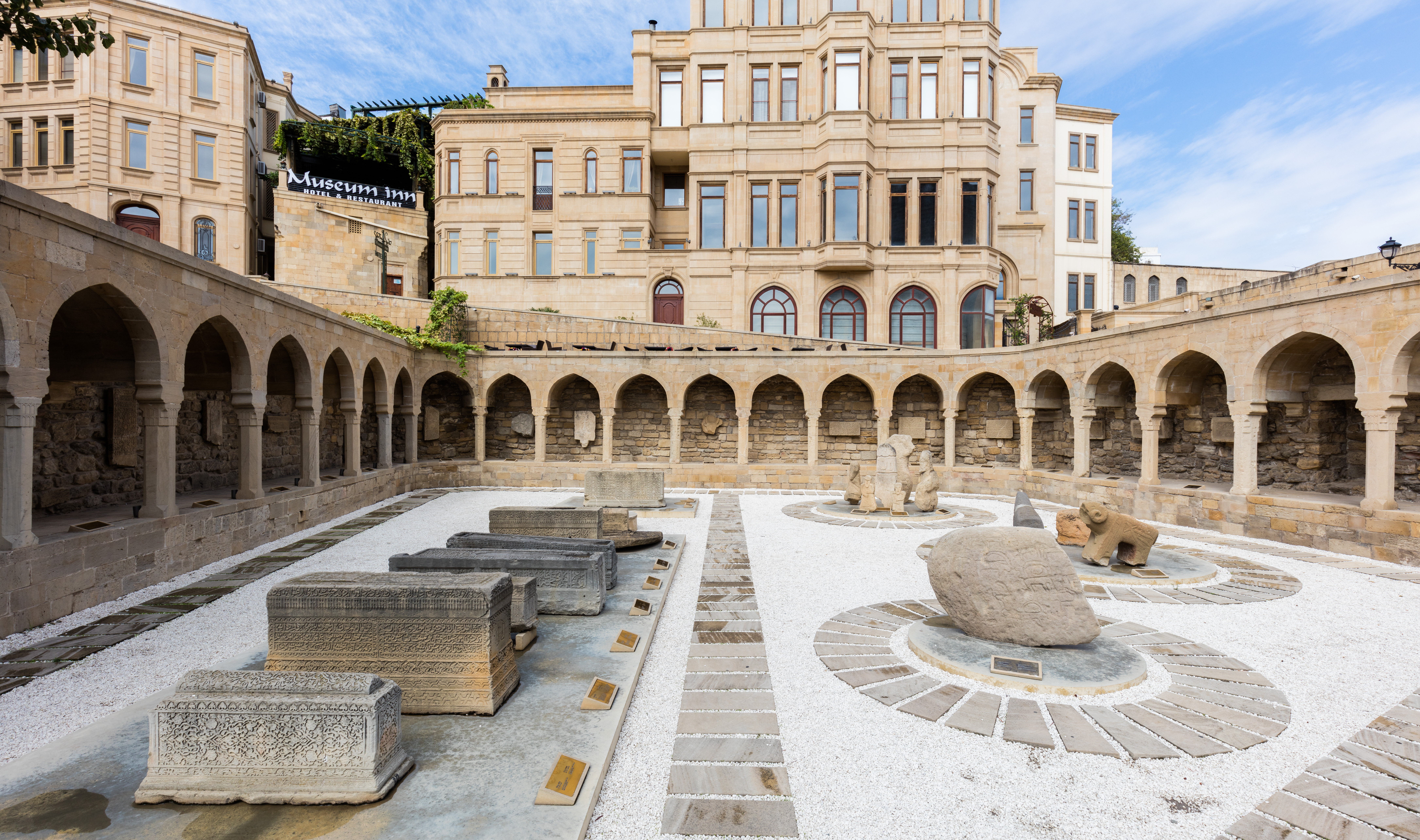
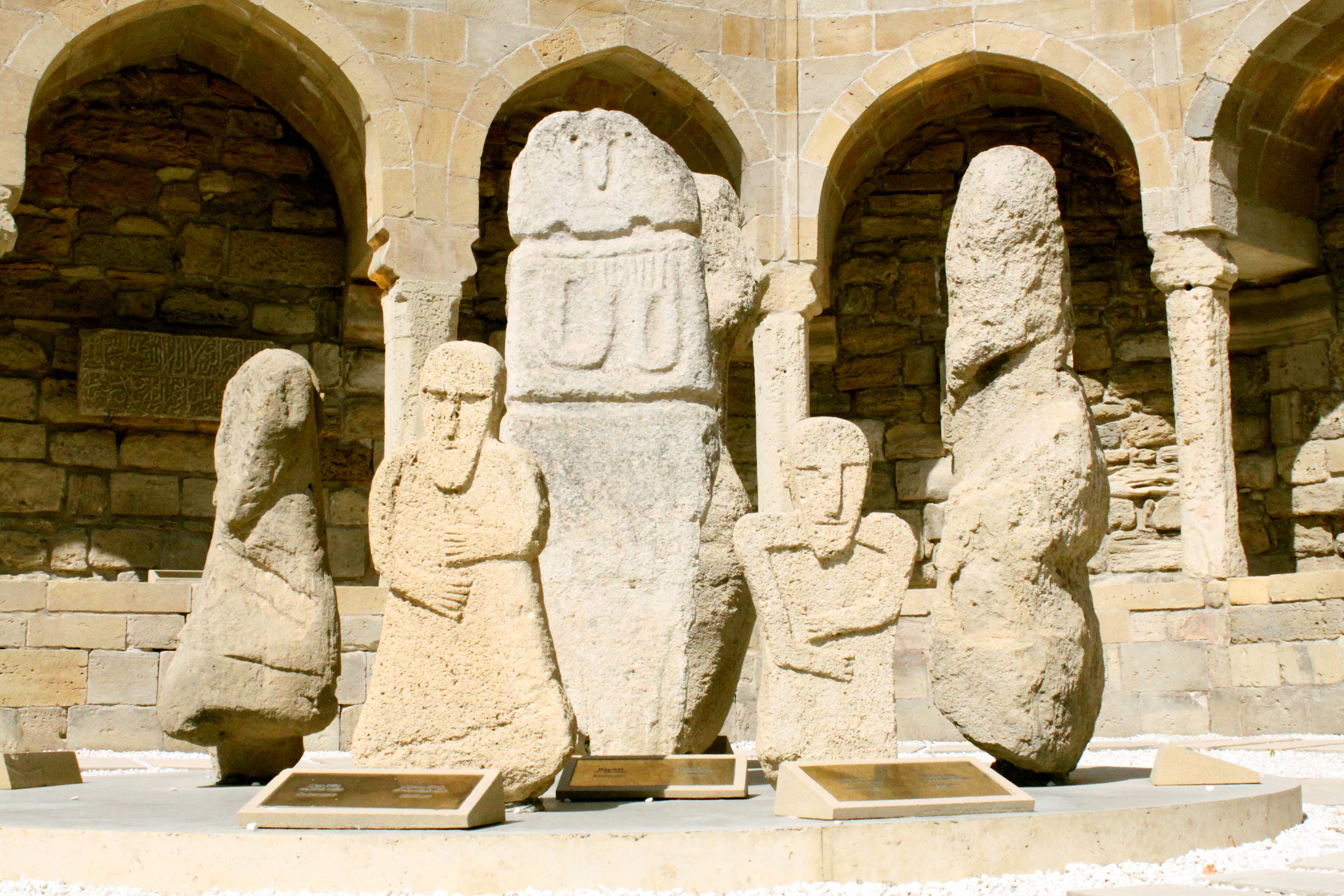
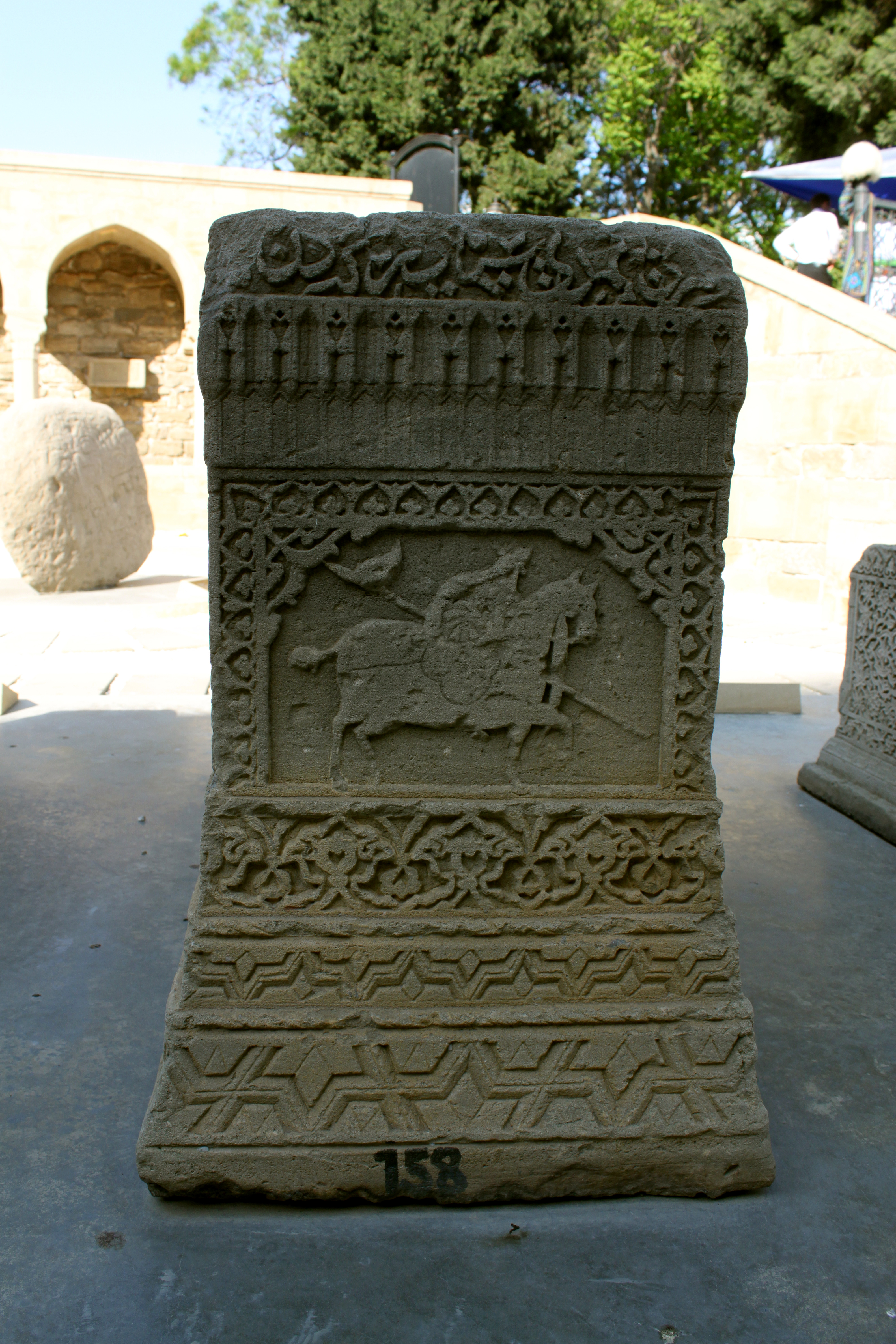
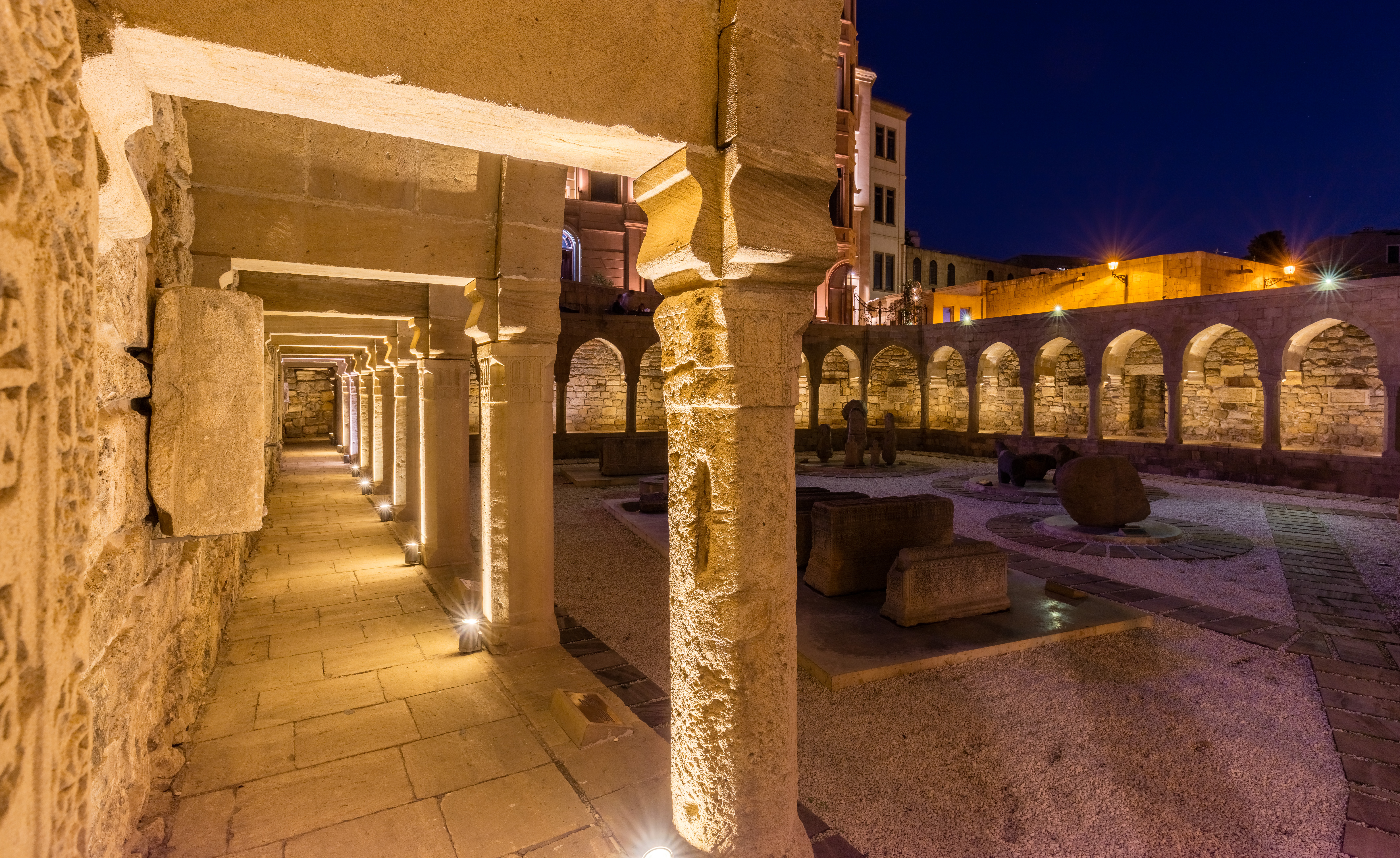
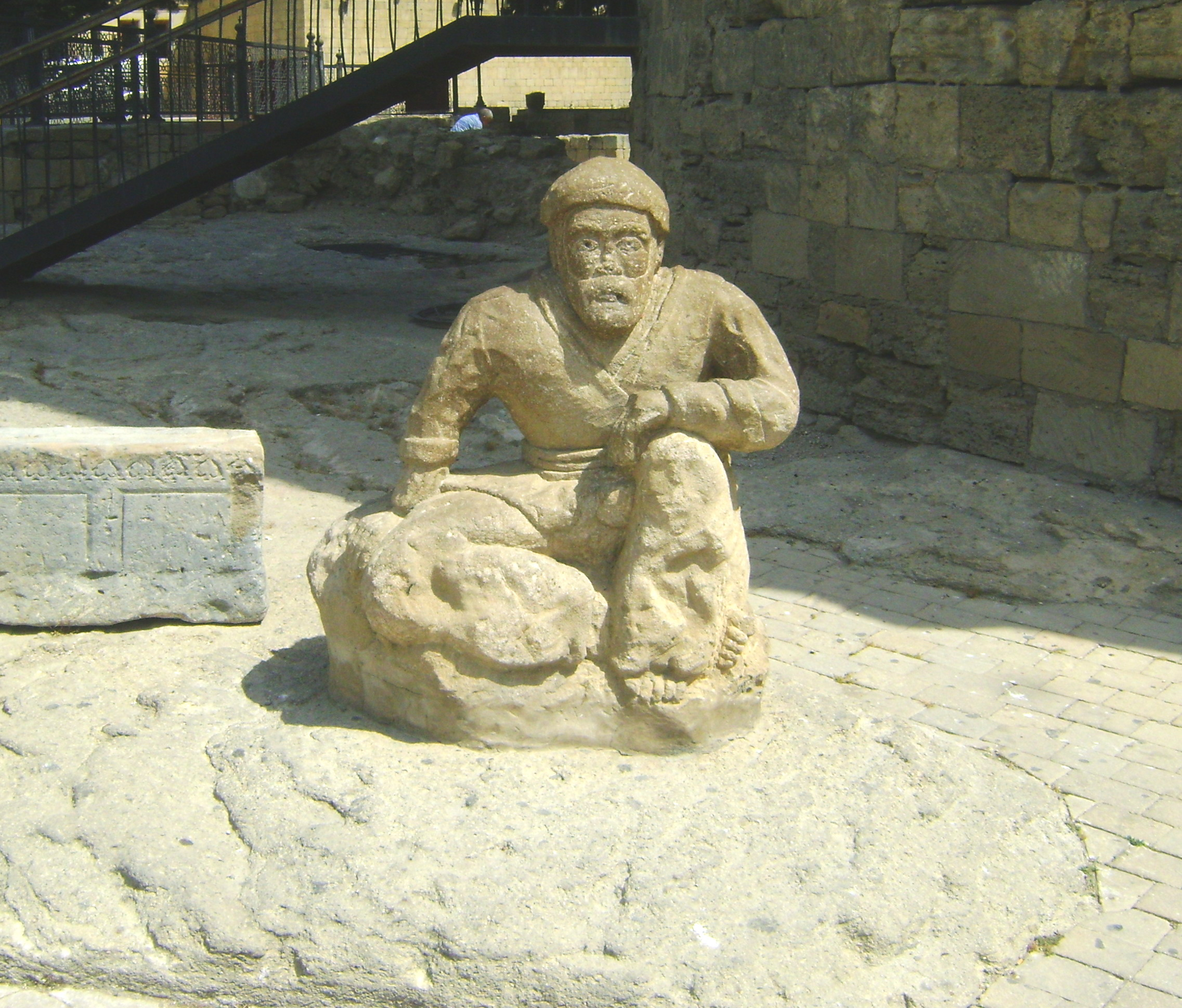
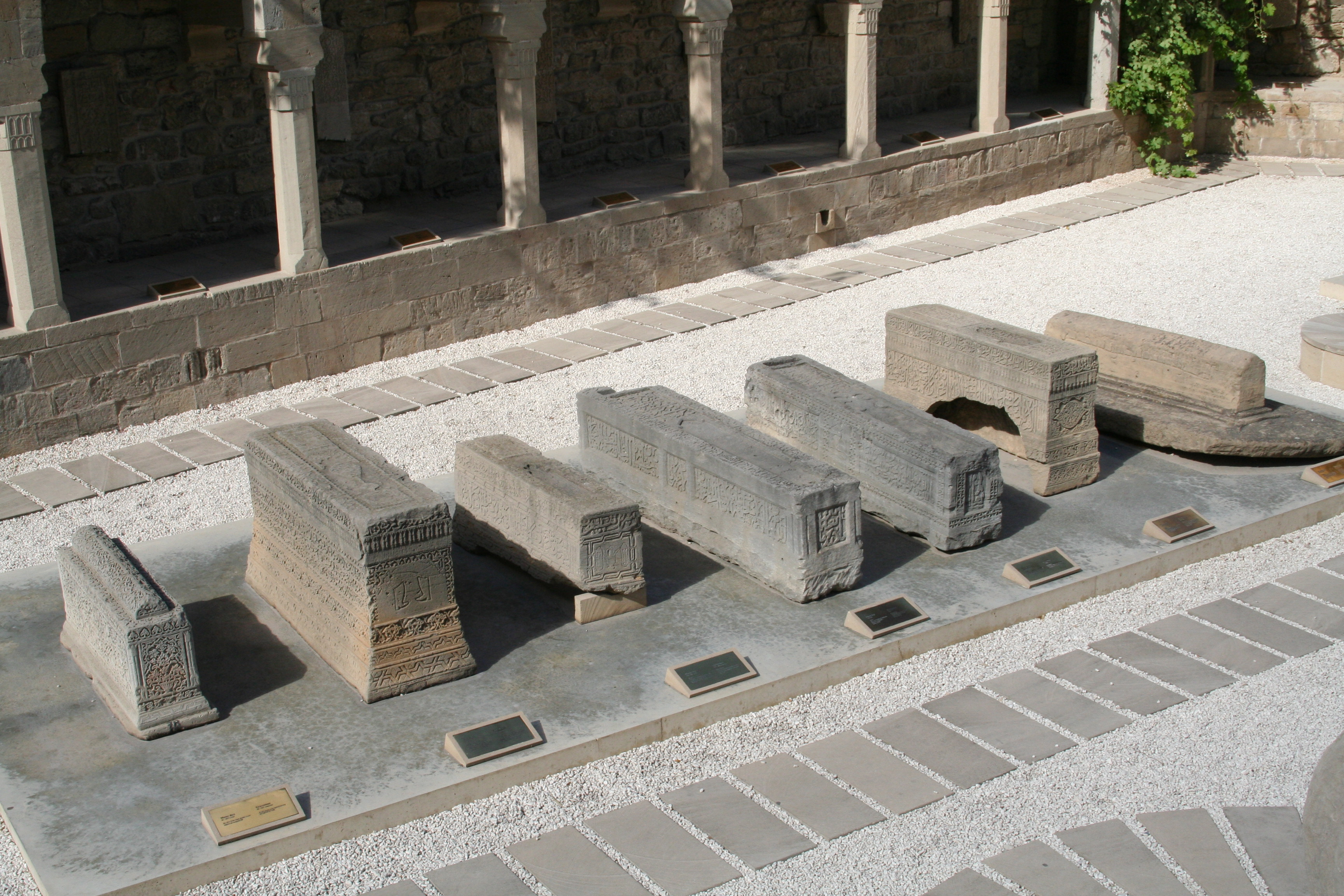
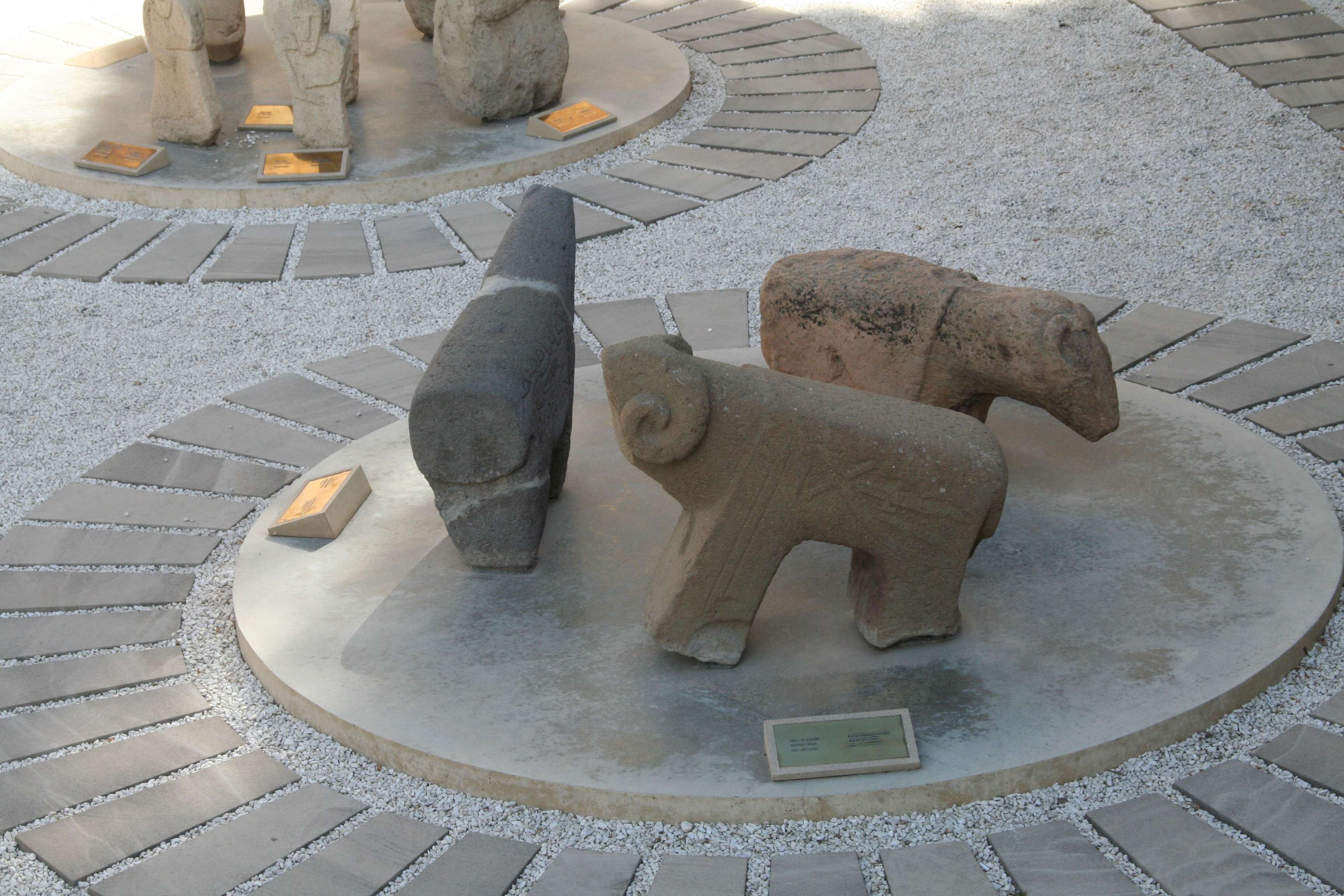